# Sebastian Reich

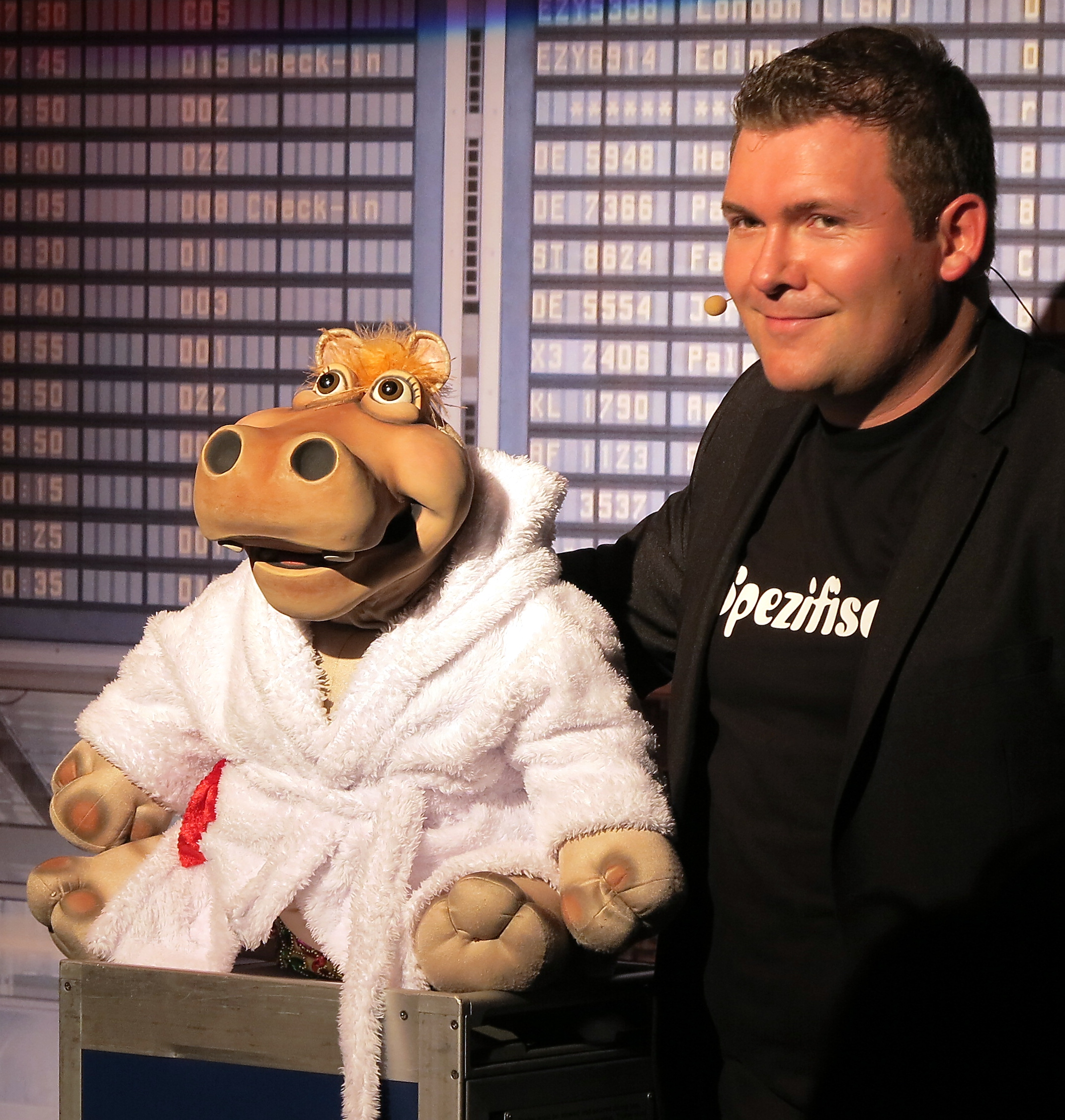
Sebastian Reich

Sebastian Reich (* 27. Juni 1983 in Würzburg, Pseudonym Pierre Ruby) ist ein deutscher Bauchredner und Comedian.

## Leben
Sebastian Reich kam durch seinen Onkel, den Bauchredner Peter Volpert, zu seiner Tätigkeit. Nach der Mittleren Reife machte Reich eine Lehre zum Bäcker und Konditor. Danach leistete er Zivildienst.
Einem größeren Publikum wurde Reich unter dem Pseudonym Pierre Ruby bekannt, unter dem er bis 2014 auftrat. Den Künstlernamen hatte Reich von seinem Onkel übernommen.
Seit 2011 tritt er bei Fastnacht in Franken gemeinsam mit der Nilpferd-Puppe Amanda und dem Glücksschwein PigNic auf. Außerdem war er unter anderem bei Kabarett aus Franken und bei Ottis Schlachthof zu Gast.

## Bühnenprogramme
- 2012–2014: Bauchlandung
- 2014–2017: Amanda packt aus!
- 2017–2021: Glückskeks (2021 Nachholtermine aus 2020)
- 2022 Verrückte Zeit (pandemiebedingt späterer Start)
- 2024 Sebastian Reich & Amanda – Purer Zufall